# Valérie - Diario di una ninfomane
Valérie- Diario di una ninfomane (Diario de una Ninfómana) è un film del 2008 diretto da Christian Molina.
Il soggetto è ispirato al romanzo omonimo di Valérie Tasso, che nel film viene interpretata da Belen Fabra.

## Trama
Valérie è una bella e affascinante ragazza francese, colta e di ottima famiglia. All'età di 15 anni Valérie ha perso la verginità e da quel giorno non smette di pensare al sesso, facendo l'amore con chiunque le piaccia. All'età di 28 anni, dopo essere stata licenziata dal suo vecchio datore di lavoro, ad un colloquio conosce Jaime, un uomo romantico che ama riempirla sempre di nuovi regali; i due si innamorano e dopo pochi giorni decidono di andare a convivere. Il loro primo rapporto sessuale dura poco, ma finalmente Valérie riesce a fare l'amore col trasporto di una donna innamorata.
Valérie riesce a trovare un altro impiego da Harry ed inizia da subito a lavorare. Jaime, geloso e possessivo, pensando che lei possa andare a letto con il suo nuovo capo, si reca a sorpresa sul posto di lavoro facendo una scenata. Un giorno, mentre Valérie torna a casa dal lavoro stanca e esausta, trova il proprio fidanzato, drogato e ubriaco insieme ad una prostituta sul divano, che le avanzano la proposta di formare un trio. Da lì nasce un ennesimo litigio e Valérie, stufa dei gravi disturbi della personalità di cui soffre il compagno, con l'aiuto della sua amica Sonia riesce a lasciare la casa dove conviveva con Jaime e torna a vivere da sola.
Sonia riesce a tirarla su di morale e Valérie svolta pagina, dimenticando l'ex compagno. Successivamente, decide di andare a prostituirsi: nella casa d'appuntamenti incontra uomini che iniziano a dominarla e altri che la fanno solo soffrire. Da ultimo incontra un uomo su una sedia a rotelle a causa di un incidente, che dice a Valérie quanto rimpianga i tempi precedenti all'incidente, quando riusciva a vivere normalmente, così suggerisce a Valérie di riprendersi in mano la sua vita finché è in tempo. Valérie, ascoltando il suo consiglio, abbandona il mondo della prostituzione e corre a casa della sua amica Sonia, dandole un regalo, ringraziandola e decidendo di tornare a vivere assecondando la propria natura.